# Мисс Интернешнл 2022
Мисс интернешнл 2022 (англ. Miss International 2022) — 60-й международный конкурс красоты Мисс интернешнл. Первоначально мероприятие было запланировано на 2020 год. Однако из-за пандемии COVID-19 конкурс был перенесён сначала на 2021 год, а потом — на 2022 год. В итоге конкурс прошёл 13 декабря 2022 года в Tokyo Dome City Hall, Токио.

## Закулисье

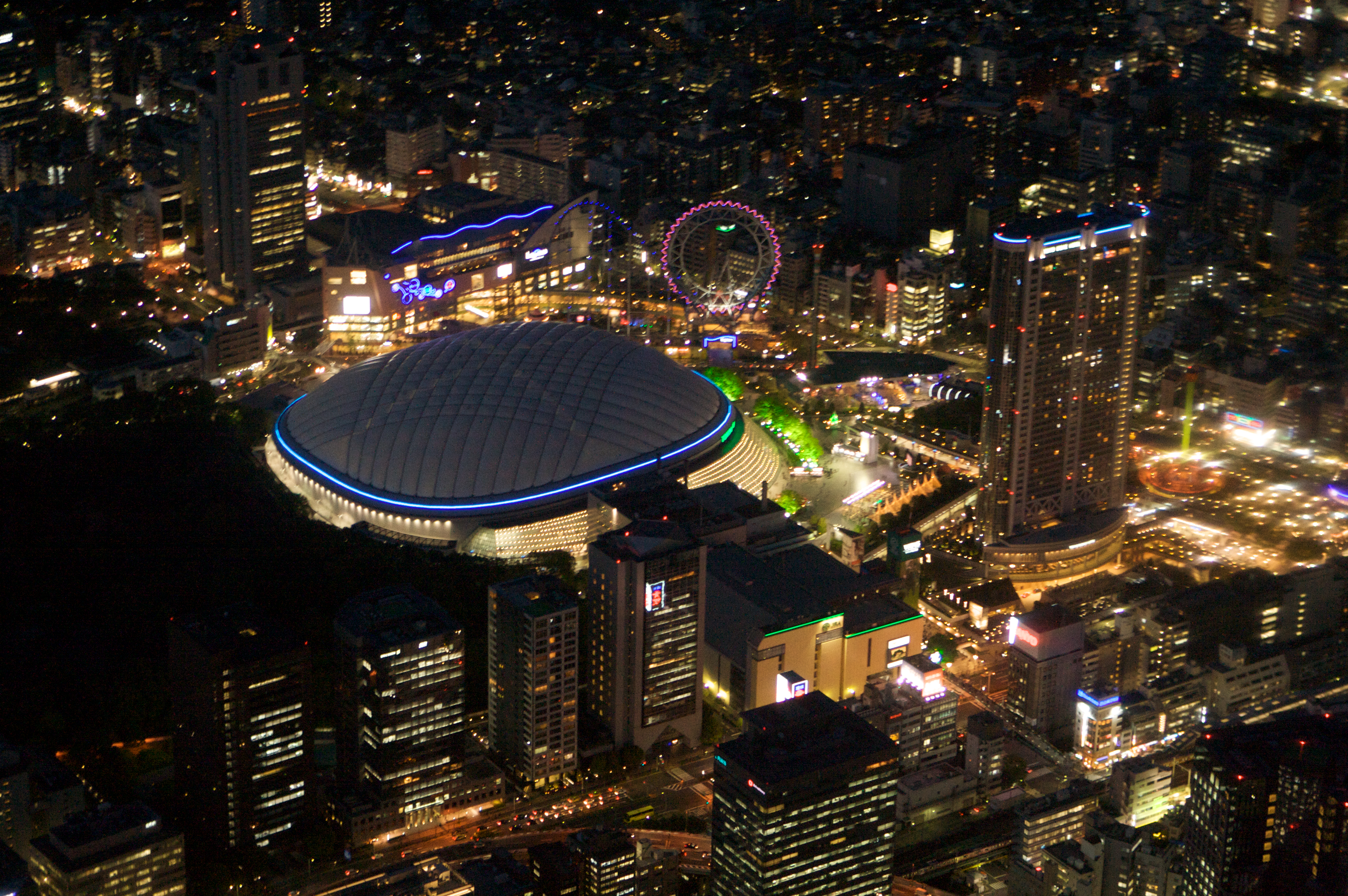
«Tokyo Dome City Hall», место проведения «Мисс Интернешнл 2022»

В 2022 году организаторы конкурса объявили, что конкурс пройдёт 13 декабря 2022 года в Японии пятый год подряд.
15 января 2020 года, организаторы «Мисс Интернешнл» анонсировали, что конкурс красоты будет проведён 21 октября 2020 года в Tokyo Dome City Hall, Бункё, Токио, Япония, в то время, участницы проведут несколько дней в Иокогаме. Позже, было сообщено, что юбилейный конкурс красоты «Мисс Интернешнл» будет полностью проходить в городе Иокогама, так как в столице Японии будут проводиться Летние Олимпийские игры 2020.
Из-за пандемии COVID-19, ежегодный конкурс 2020 года был отменён, что стало вторым случаем отмены в истории этого конкурса. Впервые конкурс был отменён в 1966 году, когда он должен был пройти в США. Тогда причиной отмены стал переход прав конкурса красоты.
Окончательный гала-концерт должен был состояться в октябре 2021 года в «Pacifico Yokohama», через несколько месяцев после перенесённых Олимпийских игр.
29 января 2021 года, после объявления о проведении летних Олимпийских игр в Токио — 2020, которое запланировано на июль — август 2021 года, руководитель «Мисс интернешнл», Акэми Симомура объявил, что конкурс красоты будет проведён в ноябре 2021 года в Йокогаме.
31 августа 2021 года по причине роста случаев заболеваемости новой разновидностью коронавируса дельта-штамм SARS-CoV-2 и сопутствующих ограничений на международные поездки, включающих 14-дневный карантин в Японии, было объявлено о переносе мероприятия на конец 2022 года.

### Отбор участников
66 стран и территорий были отобраны для участия в 60-летии конкурса «Мисс Интернешнл 2022» в Японии. Темой этого конкурса стала «Красота для Цели устойчивого развития», которая будет посвящена продвижению Целей ООН в области устойчивого развития.
Дебуютировали на конкурсе красоты — Кабо-Верде и Узбекистан. Вернулись — Куба, Греция, Ямайка, Кения, Намибия, Сьерра-Леоне, Южная Корея и Уругвай. Уругвай последний раз соревновался в 1999 году, Греция и Ямайка последний раз соревновались в 2010 году, Намибия последний раз соревновалась в 2012 году, Сьерра-Леоне последний раз соревновалась в 2017 году, а Куба, Кения и Южная Корея последний раз соревновались в 2018 году.

## Результаты

### Места
| Место                | Участница |
| -------------------- | --- |
| Мисс интернешнл 2022 | - Германия — Жасмин Сельберг |
| 1-я Вице-мисс        | - Кабо-Верде — Стефани Амадо § |
| 2-я Вице-мисс        | - Перу — Татьяна Калмелл § |
| 3-я Вице-мисс        | - Колумбия – Наталия Лопес |
| 4-я Вице-мисс        | - Доминиканская Республика – Селин Сантос |
| Топ 8                | - Канада – Мэдисон Квалтин - Ямайка – Израиль Харрисон - Испания – Хулианна Ро |
| Топ 15               | - Коста-Рика – Маила Рот - Финляндия – Анна Меримяэ - Франция – Майя Альберт - Новая Зеландия – Лидия Смит - Северные Марианские Острова – Саванна Делос Сантос § - Филиппины – Ханна Арнольд - Великобритания – Эванджелин Эльчманар |

§ – По результатам голосования телезрителей вошла в Топ-15

### Континентальные королевы
| Награда                 | Участница                     | Прим. |
| ----------------------- | ----------------------------- | ----- |
| Мисс Интернешнл Африка  | - Кабо-Верде – Стефани Амадо  | [ 9 ] |
| Мисс Интернешнл Америка | - США – Коррин Стеллакис      | [ 9 ] |
| Мисс Интернешнл Азия    | - Япония – Кико Мацуо         | [ 9 ] |
| Мисс Интернешнл Европа  | - Финляндия – Анна Меримяэ    | [ 9 ] |
| Мисс Интернешнл Океания | - Новая Зеландия – Лидия Смит | [ 9 ] |

### Специальные награды
| Наград                     | Участница                               | Прим. |
| -------------------------- | --------------------------------------- | ----- |
| Мисс Фотогеничность        | - Эквадор – Валерия Гутьеррес           | [ 9 ] |
| Лучший национальный костюм | - Узбекистан – Нигина Фахриддинова      | [ 9 ] |
| Лучшее вечернее платье     | - Перу – Татьяна Калмелл                | [ 9 ] |
| Лучший купальный костюм    | - Великобритания – Эванджелин Эльчманар | [ 9 ] |
| Мисс Визит Японский туризм | - Испания – Хулианна Ро                 | [ 9 ] |
| Мисс зрительских симпатий  | - Перу – Татьяна Калмелл                | [ 9 ] |

## Судьи
- Павел Милевский — Чрезвычайный и Полномочный Посол Республики Польша в Японии[10]
- Рёхэй Мията — Председатель Корпоративной ассоциации общественных интересов, Nitten[англ.][10]
- Дэви Сукарно[англ.] — Светская львица, бывшая Первая леди Индонезии[англ.][10]
- Дзюнко Косино — Дизайнер одежды[10]
- Норика Фудзивара — Мисс Япония 1992 года, модель и актриса[10]
- Супапан Пичаиронаронгсонгкрам — Председатель компании Водный автобус по реке Чаупхрая[10]
- Сэнко Икенобо — Директор школы в Икэнобо[10]
- Суджицу Кобори — Глава чайной школы Кобори Энсю[10]
- Сиретхорн Лиарамват — победительница конкурса красоты Мисс интернешнл 2019[10]
- Акеми Симомура — Президент организации «Мисс Интернешнл»[10]

## Участницы
Список участниц:
| Страна/Территория           | Участница                            | Возраст | Родной город/регион | Континентальная группа | Прим.  |
| --------------------------- | ------------------------------------ | ------- | ------------------- | ---------------------- | ------ |
| Австралия                   | Анжелика Уайтлоу                     | 26      | Аделаида            | Океания                | [ 11 ] |
| Беларусь                    | Карина Кисиалиова                    | 25      | Минск               | Европа                 |        |
| Бельгия                     | Лор Вен                              | 27      | Намюр               | Европа                 |        |
| Боливия                     | Каролина Фернандес Меначо            | 23      | Кобиха              | Америка                |        |
| Бразилия                    | Изабелла Оливейра                    | 23      | Рио-де-Жанейро      | Америка                |        |
| Камбоджа                    | Чарани Чеа                           | 28      | Баттамбанг          | Азия                   | [ 14 ] |
| Канада                      | Тамара Джемуович                     | 27      | Торонто             | Америка                |        |
| Кабо-Верде                  | Стефани Амадо                        | 23      | Минделу             | Африка                 | [ 16 ] |
| Чили                        | Каталина Уэнулао Олмос               | 23      | Темуко              | Америка                |        |
| Колумбия                    | Наталья Лопес Кардона                | 23      | цирказия            | Америка                |        |
| Коста-Рика                  | Маила Рот                            | 23      | Кауита              | Америка                | [ 19 ] |
| Куба                        | Рэйчел Мартин                        | 22      | Гавана              | Америка                | [ 20 ] |
| Чехия                       | Адела Мадеричова                     | 21      | Бржецлав            | Европа                 |        |
| Дания                       | Дана Мирвиг                          | 26      | Копенгаген          | Европа                 | [ 22 ] |
| Доминиканская Республика    | Селин Сантос                         | 22      | Ла-Альтаграсия      | Америка                | [ 23 ] |
| Эквадор                     | Валерия Гутьерес                     | 23      | Гуаякиль            | Америка                | [ 24 ] |
| Сальвадор                   | Ирис Ясмин Гуэрра Ривера             | 24      | Санта-Ана           | Америка                |        |
| Финляндия                   | Анна Меримаа                         | 24      | Турку               | Европа                 |        |
| Франция                     | Мая Альберт                          | 24      | Тарн                | Европа                 |        |
| Германия                    | Жасмин Сельберг                      | 22      | Дортмунд            | Европа                 | [ 28 ] |
| Греция                      | Анна Павлиду                         | 23      | Салоники            | Европа                 |        |
| Гуам                        | Фрэнки Линн Агуон Хилл               | 22      | Чалан-Паго-Ордот    | Океания                |        |
| Гондурас                    | Габриэла Кристабель Ириас Пас Морган | 27      | Франсиско-Морасан   | Америка                |        |
| Гонконг                     | Розмарин Линг Ван                    | 23      | Тайпоу              | Азия                   |        |
| Индия                       | Зоя Афроз                            | 26      | Лакхнау             | Азия                   |        |
| Индонезия                   | Аю Сарасвати                         | 23      | Денпасар            | Азия                   |        |
| Япония                      | Тихо Тераути                         | 26      | Тотиги              | Азия                   |        |
| Кения                       | Синди Ньери Изенди                   | 24      | Какамега            | Африка                 |        |
| Макао                       | Динелле Вонг Джиалат                 | 24      | Котай               | Азия                   |        |
| Мадагаскар                  | Фаратиана Рандриамаро                | 26      | Ихурумбе            | Африка                 |        |
| Мальта                      | Николь Агиус                         | 25      | Виктория            | Европа                 |        |
| Маврикий                    | Аваканкут Мемеро                     | 24      | Порт-Луи            | Африка                 |        |
| Мексика                     | Юридия Дуран                         | 23      | Ауакатлан           | Америка                |        |
| Непал                       | Сандхья Мегхна Шарма                 | 27      | Махоттари           | Азия                   |        |
| Новая Зеландия              | Сидней Фэй Баттерс                   | 19      | Окленд              | Океания                |        |
| Никарагуа                   | Шерли Эсмеральда Каско               | 20      | Хинотега            | Америка                |        |
| Нигерия                     | Пресиус Обисосо                      | 27      | Лагос               | Африка                 |        |
| Северные Марианские Острова | Саванна Лин Релокс Делос Сантос      | 27      | Сайпан              | Океания                |        |
| Панама                      | Валерия Эстефания Франчески          | 19      | Сан-Мигелито        | Америка                |        |
| Парагвай                    | Ариан Ванесса Масьель                | 25      | Асунсьон            | Америка                |        |
| Перу                        | Мишель Лопес Ортега                  | 27      | Ика                 | Америка                |        |
| Филиппины                   | Ханна Арнольд                        | 25      | Балуд               | Азия                   |        |
| Пуэрто-Рико                 | Наталья Колон Фигероа                | 25      | Катаньо             | Америка                |        |
| Румыния                     | Бьянка Падурару                      | 27      | Брашов              | Европа                 |        |
| Сейшельские Острова         | Келли-Мэри Анетт                     | 24      | Маэ                 | Африка                 |        |
| Словакия                    | Виктория Подманицка                  | 18      | Банска-Бистрица     | Европа                 |        |
| Уругвай                     | Бетина Марни Вилас                   | 27      | Артигас             | Америка                |        |
| Великобритания              | Эванжелин Эльчманар                  | 21      | Бирмингем           | Европа                 |        |
| США                         | Марица Саялоро Платис                | 27      | Чарлстон            | Америка                |        |
| Узбекистан                  | Нигина Фахриддинова                  | 21      | Ташкент             | Азия                   |        |
| Венесуэла                   | Исбель Кристина Парра Сантос         | 27      | Каракас             | Америка                |        |
| Вьетнам                     | Фам Нгок Фыонг Ань                   | 23      | Хошимин             | Азия                   |        |

### Дебютировали
- Узбекистан

### Вернулись
Последний раз участвовали в 1995 году:
- Сейшельские Острова

Последний раз участвовали в 1999 году:
- Уругвай

Последний раз участвовали в 2003 году:
- Мальта

Последний раз участвовали в 2017 году:
- Сьерра-Леоне

Последний раз участвовали в 2018 году:
- Острова Кука
- Кения
- Мадагаскар